# Andrew Haigh
Andrew Haigh (Harrogate, 7 de março de 1973) é um cineasta, produtor e roteirista britânico. É o roteirista e diretor de filmes com temáticas gays como Weekend e All of Us Strangers, e da série da HBO Looking.
Foi indicado a prêmios como o British Academy of Film and Television Arts e L.A. Outfest.

## Biografia
Haigh cresceu em Croydon e estudou História na Universidade de Newcastle, no Reino Unido.
Crescendo como um adolescente gay nos anos 80, ele revela que o peso de ser diferente do mundo hétero continua no mundo moderno. Haigh se assumiu quando tinha entre 20 e 30 anos.
Andrew Haigh é casado com o escritor Andy Morwood e possui dois filhos.

## Carreira
Trabalhou como editor assistente em Gladiador, Black Hawk Down e Hannibal - A Origem do Malantes de estrear como roteirista e diretor com o filme de curta-metragem Oil. Em 2009, dirigiu seu primeiro longa-metragem, Greek Pete, que estreou na London Lesbian and Gay Film Festival (atualmente, BFI Flare: London LGBTIQ+ Film Festival). O filme é um drama documentário que retrata um prostituto de Soho por seis meses, exibindo as dificuldades do capitalismo.
Seu segundo longa foi o aclamado criticamente drama Weekend, que segue uma relação de 48 horas entre dois homens, Russell, interpretado por Tom Cullen, e Glen, por Chris New. O drama estreou em 11 de março de 2011 no Festival South by Southwest e recebeu um prêmio. Haigh diz, em uma entrevista, que buscou fazer a história como se pudesse ser a história de qualquer um, mas também buscou tratar de problemáticos do âmbito gay. O filme recebeu 2 prêmios do British Independent Film Awards, além de prêmios pelo roteiro e pela performance de Andrew Haigh como cineasta, como o Grand Jury Award pelo melhor longa de drama internacional no Los Angeles Gay & Lesbian Film Festival e o London Critic's Circle Awards na categoria Breakthrogh Film Maker.
Andrew Haigh é o produtor executivo da série da HBO Looking, além de escrever e dirigir alguns episódios. A série durou de 2014 a 2016, retratando um grupo de homens gays em São Francisco. Apesar das críticas, em geral, positivas, a série apresentou uma baixa audiência e foi cancelada após duas temporadas. A trama da série foi finalizada em um filme de televisão com duas horas de duração que estreou em 2016.
O próximo filme de Haigh, 45 Anos, estreou em 2015 na 65ª edição do Berlin International Film Festival. A obra acompanha um casal de idosos, sem filhos, em um emaranhado de lembranças. Haight captura a essência dos campos rurais da Inglaterra e utiliza dos atores para sinalizar o que quer que o público pense. O filme de 2017, dirigido por Andrew Haigh, Lean on Pete, foi baseado no romance de Willy Vlautin sobre um adolescente em Óregon e estreou na 74ª edição do Festival Internacional de Cinema de Veneza. Haigh dirigiu e escreveu a minisséire The North Water que estreou em 2021.
Em 2023, dirigiu o drama All of Us Strangers, protagonizado por Andrew Scott e Paul Mescal e adaptado do romance de Taichi Yamada, Strangers (Japonês: 異人たちとの夏, Romanização: Ijintachi to no natsu, lit. Verão com estranhos) de 1988. Estreou no 50º Festival de Cinema de Telluride. Haigh diz que o filme apresenta muitas variáveis, possibilitando diversas interpretações, que são amplamente discutidas na internet. O filme, em suas palavras, retrata o reencontrar com o passado e ser confrontado por ele.
Andrew Haigh dirigiu o videoclipe da música A New Bohemia, do Pet Shop Boys em 2024.
O próximo filme dirigido e escrito por Haight será Belly of the Beast, que abordará a vida do literário Norman Mailer, interpretado por Ben Stiller. Além disso, o diretor também tem um projeto para uma adaptação do livro McGlue, de Ottessa Moshfegh.

## Filmografia

### Longa-metragens
| Ano  | Título                     | Função                          | Referência    |
| ---- | -------------------------- | ------------------------------- | ------------- |
| 1996 | The Proprietor             | Assistente de produção: Londres | [ 24 ]        |
| 2000 | Small Time Obsession       | Segundo assistente de diretor   | [ 25 ] [ 26 ] |
| 2000 | Gladiador                  | Editor assistente               | [ 7 ]         |
| 2000 | Born Romantic              | Editor assistente               | [ 27 ]        |
| 2000 | Breathtaking               | Editor assistente               | [ 28 ]        |
| 2001 | Black Hawk Down            | Editor assistente               | [ 7 ]         |
| 2002 | O Conde de Monte Cristo    | Editor assistente               | [ 29 ]        |
| 2002 | The Four Feathers          | Editor assistente               | [ 30 ]        |
| 2003 | Shanghai Knights           | Editor assistente               | [ 30 ]        |
| 2003 | O Sorriso de Mona Lisa     | Editor assistente               | [ 31 ]        |
| 2005 | Kingdom of Heaven          | Editor assistente               | [ 4 ]         |
| 2007 | The Good Night             | Editor assistente               | [ 32 ]        |
| 2007 | Hannibal - A Origem do Mal | Editor assistente               | [ 7 ]         |
| 2007 | Mister Lonely              | Primeiro editor assistente      | [ 30 ]        |
| 2008 | A Matador's Mistress       | Editor assistente               | [ 33 ]        |
| 2008 | Crack Willow               | Editor                          | [ 30 ]        |
| 2009 | Greek Pete                 | Diretor, roteirista e editor    | [ 8 ]         |
| 2011 | Weekend                    | Diretor, roteirista e editor    | [ 9 ]         |
| 2015 | 45 Anos                    | Diretor e roteirista            | [ 15 ]        |
| 2017 | Lean on Pete               | Diretor e roteirista            | [ 17 ]        |
| 2023 | All of Us Strangers        | Diretor e roteirista            | [ 19 ]        |

### Curta-metragens
| Ano  | Título         | Função                       | Referência |
| ---- | -------------- | ---------------------------- | ---------- |
| 2003 | Oil            | Diretor, roteirista e editor | [ 34 ]     |
| 2004 | Fits           | Gerente de produção          | [ 35 ]     |
| 2004 | Fragments      | Produtor                     | [ 36 ]     |
| 2005 | Markings       | Diretor e roteirista         | [ 37 ]     |
| 2005 | Cahuenga Blvd  | Diretor, roteirista e editor | [ 38 ]     |
| 2009 | Five Miles Out | Diretor e roteirista         | [ 39 ]     |

### Televisão
| Ano       | Título             | Função               | Referência |
| --------- | ------------------ | -------------------- | ---------- |
| 2014-2015 | Looking            | Diretor e roteirista | [ 7 ]      |
| 2016      | Looking: The Movie | Diretor e roteirista | [ 14 ]     |
| 2019      | The OA             | Diretor              | [ 40 ]     |
| 2021      | The North Water    | Diretor e roteirista | [ 41 ]     |

## Prêmios e reconhecimento
| Year | Association                           | Category                                        | Project             | Result   | Ref.   |
| ---- | ------------------------------------- | ----------------------------------------------- | ------------------- | -------- | ------ |
| 2009 | L.A. Outfest                          | Prêmio Artístico                                | Greek Pete          | Venceu   | [ 42 ] |
| 2011 | Evening Standard British Film Awards  | Melhor Roteiro                                  | Weekend             | Venceu   | [ 43 ] |
| 2011 | International Film Festival Rotterdam | Melhor MovieZone                                | Weekend             | Venceu   | [ 44 ] |
| 2011 | L.A. Outfest                          | Prêmio do Grande Júri                           | Weekend             | Venceu   | [ 44 ] |
| 2011 | British Independent Film Awards       | Melhor Produção                                 | Weekend             | Venceu   | [ 43 ] |
| 2011 | London Film Critics' Circle Award     | Performance de Cineasta Britânico               | Weekend             | Venceu   | [ 43 ] |
| 2011 | SXSW Film Festival                    | Prêmio da Audiência                             | Weekend             | Venceu   | [ 44 ] |
| 2015 | Edinburgh International Film Festival | Prêmio Michael Powell de Melhor Filme Britânico | 45 Years            | Venceu   | [ 45 ] |
| 2015 | Evening Standard British Film Award   | Prêmio de Editor                                | 45 Years            | Venceu   | [ 46 ] |
| 2015 | London Film Critics' Circle Award     | Melhor Filme Britânico/Irlandês do Ano          | 45 Years            | Venceu   | [ 47 ] |
| 2015 | London Film Critics' Circle Award     | Diretor do Ano                                  | 45 Years            | Indicado | [ 47 ] |
| 2015 | London Film Critics' Circle Award     | Filme do Ano                                    | 45 Years            | Indicado | [ 47 ] |
| 2015 | National Board of Review              | Top Ten Independent Films                       | 45 Years            | Venceu   | [ 48 ] |
| 2015 | BAFTA Award                           | Melhor Filme Britânico                          | 45 Years            | Indicado | [ 49 ] |
| 2015 | British Independent Film Award        | Melhor Filme Britânico Independente             | 45 Years            | Indicado | [ 50 ] |
| 2015 | British Independent Film Award        | Melhor Diretor                                  | 45 Years            | Indicado | [ 50 ] |
| 2015 | British Independent Film Award        | Melhor Roteiro                                  | 45 Years            | Indicado | [ 50 ] |
| 2015 | Empire Award                          | Melhor Filme Britânico                          | 45 Years            | Indicado | [ 51 ] |
| 2015 | European Film Award                   | Melhor Roteirista Europeu                       | 45 Years            | Indicado | [ 52 ] |
| 2018 | British Independent Film Award        | Melhor Diretor                                  | Lean on Pete        | Indicado | [ 53 ] |
| 2023 | British Independent Film Award        | Melhor Filme Britânico Independente             | All of Us Strangers | Venceu   | [ 54 ] |
| 2023 | British Independent Film Award        | Melhor Diretor                                  | All of Us Strangers | Venceu   | [ 54 ] |
| 2023 | British Independent Film Award        | Melhor Roteiro                                  | All of Us Strangers | Venceu   | [ 54 ] |
| 2024 | Critics' Choice Movie Award           | Melhor Roteiro Adaptado                         | All of Us Strangers | Indicado | [ 55 ] |
| 2024 | Satellite Award                       | Melhor Roteiro Adaptado                         | All of Us Strangers | Indicado | [ 56 ] |
| 2024 | BAFTA Award                           | Melhor Diretor                                  | All of Us Strangers | Indicado | [ 57 ] |
| 2024 | BAFTA Award                           | Melhor Roteiro Adaptado                         | All of Us Strangers | Indicado | [ 57 ] |
| 2024 | BAFTA Award                           | Melhor Filme Britânico                          | All of Us Strangers | Indicado | [ 57 ] |
| 2024 | Independent Spirit Award              | Melhor Diretor                                  | All of Us Strangers | Indicado | [ 58 ] |